# 交響曲第5番 (グラズノフ)
交響曲第5番 変ロ長調 作品55は、アレクサンドル・グラズノフの5作目の交響曲。
グラズノフの創作が開花した1890年代に作曲された3つの交響曲（第4番、第5番、第6番）の中央に位置し、「国民主義の伝統と西側の洗練された技術を巧みに統合した作品」「無条件に彼の最良の達成の一つに数えられる」と評される。

## 作曲の経緯と初演
1895年4月から10月にかけて作曲され、セルゲイ・タネーエフに献呈された。1896年11月17日、サンクトペテルブルクの貴族会館における第2回ロシア音楽演奏会にて初演を迎え、作曲者本人が指揮を執った。ライプツィヒの新聞は、この作品を「非常に深みがあり」「才気煥発である」と評し、スケルツォ楽章が聴衆に好評であったと報じた。
1934年1月26日、日比谷公会堂における新交響楽団（現在のNHK交響楽団）第135回定期公演にてエマヌエル・メッテルの指揮により日本初演が行われた。

## 楽器編成
- フルート3、ピッコロ1（第3フルート持ち替え）、オーボエ2、クラリネット3、バスクラリネット1（第3クラリネット持ち替え）、ファゴット2
- ホルン4、トランペット3、トロンボーン3、チューバ1
- ティンパニ、シンバル、トライアングル、バスドラム、グロッケンシュピール
- ハープ
- 弦五部

## 楽曲構成
唯一4楽章制を離れた交響曲第4番のあと、グラズノフはこの作品で再び伝統的な4楽章構成に戻っている。一方で、主題変容は避けられている。演奏時間は約36分。
雄大で明朗かつ力強い性格の作品で、「英雄的」や「ワーグナー風」と呼ばれる場合もあり、アレクサンドル・オッソフスキーは「春の交響曲」と呼んでいる。グラズノフ自身はこの作品を「沈黙の響き」(silenced sounds)「詩の建築」(an architectural poem)と評した。ブラームス風の重厚で勇壮な第1楽章、メンデルスゾーン風の軽妙洒脱な第2楽章、シューマン風に内向的で感傷的な第3楽章というように、ドイツ・ロマン派音楽に作品のモデルを見て取ることができる。ロンドソナタ形式の賑々しい終楽章では、民俗音楽に特徴的な旋律やリズムが素材に使われており、にわかに民族調をかもし出している。
1. Moderato maestoso - Allegro
2. Scherzo. Moderato
3. Andante
4. Allegro maestoso - Animato